# Dara Rolins

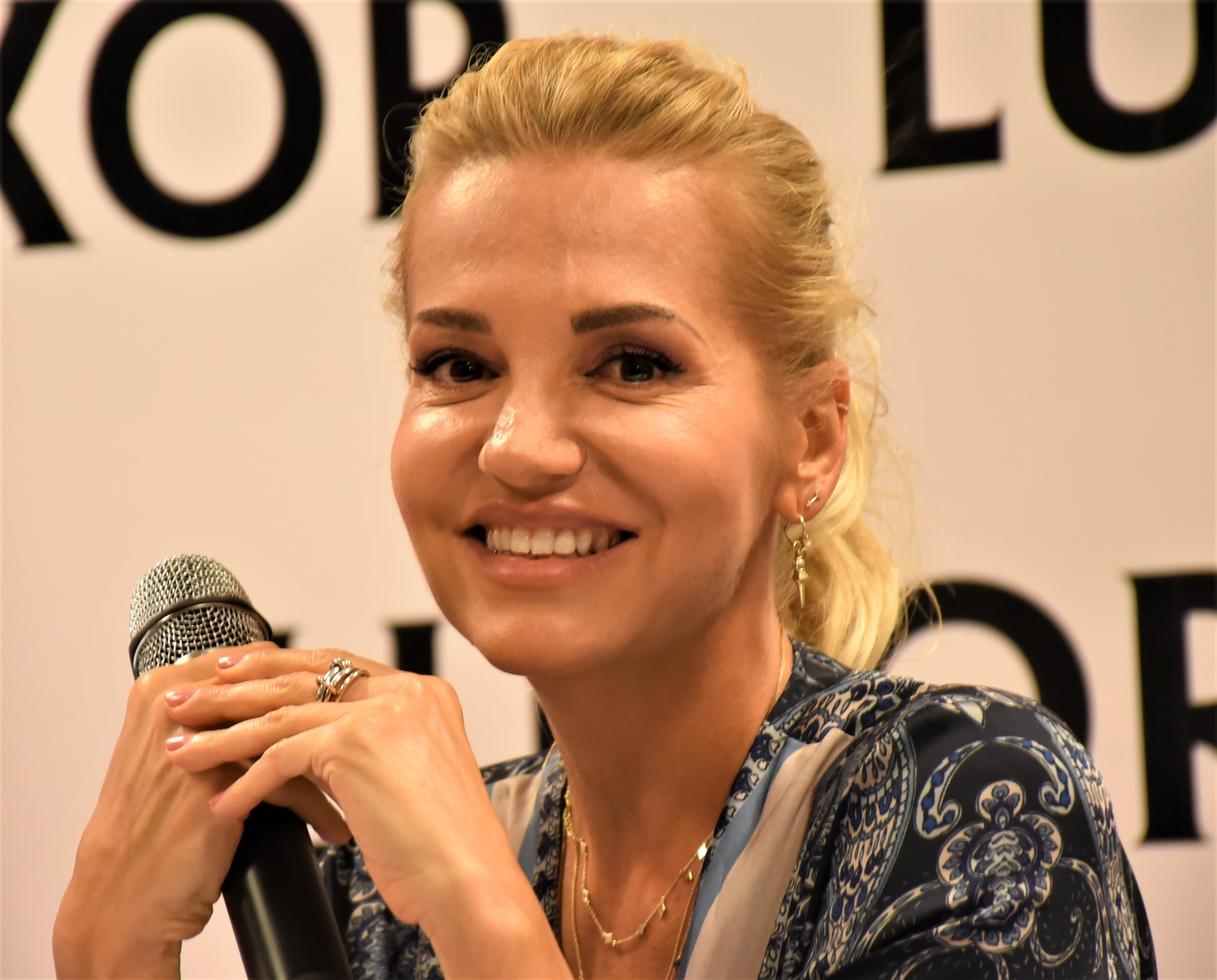
Dara Rolins (2019)

Darina Rolincová (* 7. Dezember 1972 in Bratislava; geborene Gambošová), Künstlername Dara Rolins ist eine slowakische Musikerin und Schauspielerin.

## Leben
1983 erschien Rolins Debütalbum Keby som bola princezná Arabela. 1985 nahm sie mit Karel Gott und dem Titel Fang das Licht ein deutschsprachiges Duett auf; die deutsche Version von Zvonky štěstí. Im August 2004 interpretierte sie mit Gott den Titel neu im Sommerspecial aus Lugano der ZDF-Musiksendung Willkommen bei Carmen Nebel. 2011 nahm sie an der slowakischen Version von Let’s Dance teil.
Rolins ist mit dem Sänger und Gitarristen Matěj Homola (* 1973) liiert, seit März 2008 haben sie eine gemeinsame Tochter.

## Diskografie
Studioalben
- 1983: Keby som bola princezná Arabela
- 1986: Darinka
- 1988: Čo o mne vieš (You Hardly Know Me)
- 1996: What You See Is What You Get
- 1997: Sen lásky
- 2002: What’s My Name
- 2006: D1
- 2011: Stereo
- 2017: ETC

## Filmografie (Auswahl)
- 1984: Falošný princ (Stimme)
- 1986: Není sirotek jako sirotek
- 1987: Pehavý Max a strašidlá
- 1990: Takmer ružový príbeh
- 1994: Thumbelina: O Malence (Stimme)
- 2006: Sin City – město hříchu (Stimme)
- 2011: V peřině